# Cermei
Cermei is een Roemeense gemeente in het district Arad.
Cermei telt 2845 inwoners.